# Quartet de corda núm. 4 (Weinberg)
El Quartet de corda núm. 4, op. 20, va ser compost per Mieczysław Weinberg el març de 1945 i dedicat al Quartet de corda del Teatre Bolxoi, que el va estrenar posteriorment el 19 de gener de 1946 a Moscou.

## Moviments
- I.Allegro comodo
- II. Moderato assai
- III. Largo marciale
- IV. Allegro moderato

## Origen i context
L’any 1943, Weinberg va fer arribar la seva Primera simfonia a Xostakóvitx, que el va animar a traslladar-se a Moscou. Dos anys més tard completava el seu Quart Quartet, el més llarg dels de la seva primera etapa. L’obra destaca per una gran intensitat expressiva i una combinació de lirisme, èpica, tragèdia i ironia. Ja s’hi comencen a percebre les empremtes de Xostakóvitx, tant en els girs harmònics com en les figures d’acompanyament. Tot i les semblances aparents, Weinberg va conservar una veu artística pròpia, diferenciada de la de Xostakóvitx. Entre els trets distintius de la seva escriptura hi ha l’ús característic dels modes inspirats en la tradició musical dels jueus asquenazites, un recurs que li era del tot personal.
L’estreta amistat entre ambdós compositors va propiciar una influència recíproca: no només Weinberg va rebre l’impacte estilístic de Xostakóvitx, sinó que també va contribuir a despertar en aquest un interès per les melodies tradicionals jueves, especialment el klezmer, molt presents en la seva pròpia obra. Un exemple evident és el cicle De la poesia popular jueva, una mostra de com aquesta influència va calar en Xostakóvitx. Alhora, Weinberg també va estimular-lo a explorar més a fons el quartet de corda, i durant un temps tots dos van mantenir una mena de competició creativa. Quan Weinberg va estrenar el seu Quart Quartet, Xostakóvitx només havia completat els seus dos primers; més endavant, però, aquest es mostrava especialment satisfet d’haver arribat als deu quartets abans que el seu amic.

## Anàlisi musical
Segons Fanning, el Quartet de corda núm. 4, respecte als predecessors, és més clar en el seu format però més atrevit en la interacció dels instruments. Per primera vegada en la música instrumental de Weinberg, s'hi troben una fusió quasi ideal de l'expressió apassionada i l'estructura clàssica i equilibrada. Les idees del brillant scherzo amb danses populars angulars i estilitzades, es reprodueixen en la Simfonia núm. 21, dedicat a les víctimes del gueto de Varsòvia, suggerint possibles orígens en fonts poloneses encara no identificades.